# إليجاه غرير
إليجاه غرير (بالإنجليزية: Elijah Greer)‏ هو منافس ألعاب قوى أمريكي، ولد في 17 مارس 1991 في ليك أوسويغو في الولايات المتحدة.

## وصلات خارجية
- إليجاه غرير على موقع الاتحاد الدولي لألعاب القوى (الإنجليزية)
- إليجاه غرير على موقع الدوري الماسي (الإنجليزية)
- إليجاه غرير على موقع TFRRS.org (الإنجليزية)